# Ernest Fischer
Ernest Fischer (* 27. Juli 1882 in Yverdon; † 30. Dezember 1963 in Lausanne) war ein Schweizer Politiker (FDP).

## Biografie
Ernest Fischer wurde als Sohn des Fuhrunternehmers Frédéric Fischer und der Jeanne (geborene Bugnon) in Yverdon geboren. Er studierte Jus und schloss 1906 mit dem Lic. iur. an der Universität von Lausanne ab. Im Jahre 1909 erhielt er sein Anwaltspatent und eröffnete danach eine Kanzlei in Yverdon. Daneben amtierte er als Präsident der Bezirksgerichte von Yverdon.
Ernest Fischer, der 1909 Louise (geborene Decker) ehelichte, verstarb am 81-jährig in Lausanne.
Fischer stand als Mitglied der Helvetia dem Zentralkomitee beim Fest von 1907 vor. Ein Jahr später arbeitete er an einer Geschichte der Gesellschaft mit. Von 1909 bis 1932 sass er als freisinniger Politiker im Gemeinderat von Yverdon, in dem er für die Legislative zuständig war. Von 1914 bis 1916 gehörte er dem Waadtländer Grossrat an. In den Jahren 1932 bis 1946 war er Staatsrat und Leiter des Finanzdepartements, welches er angeblich nachlässig geführt haben soll.

## Weblink
- Publikationen von und über Ernest Fischer im Katalog Helveticat der Schweizerischen Nationalbibliothek

| Personendaten    | Personendaten             |
| ---------------- | ------------------------- |
| NAME             | Fischer, Ernest           |
| KURZBESCHREIBUNG | Schweizer Politiker (FDP) |
| GEBURTSDATUM     | 27. Juli 1882             |
| GEBURTSORT       | Yverdon                   |
| STERBEDATUM      | 30. Dezember 1963         |
| STERBEORT        | Lausanne                  |